# Freskin de Moravia
Pour les articles homonymes, voir Moravia.

Carte des langues utilisées au moment où Freskin est arrivé sur les terres de Duffus.
Gaélique
Scandinave-gaélique, caractérisé par l'utilisation des deux langues
Anglais
Mélange de breton de gaélique et d'anglais

Freskin de Moravia est le nom de l'ancêtre flamand du clan Murray et du clan Sutherland (en).

## Nom
Le nom Freskin est d'origine flamande : « Il est pratiquement certain que Freskin appartenait à un grand groupe de colons flamand qui sont venus en Écosse au milieu du XIIe siècle et on pouvait les trouver principalement dans l'ouest du Lothian et dans la vallée de la Clyde ». 
Son nom est souvent écrit en latin, sous la forme de « Friskinus de Moravia ».
Il est, le plus souvent, accolé à son nom, le titre de « de Moravia », c'est-à-dire « de Moray » en latin. Le nom s'est ensuite anglicisé pour s'écrire « Murray ». Le nom de Moray provient du mot gaélique « Moireabh », qui est d'origine gaélique et veut dire « village de mer ».

## Biographie

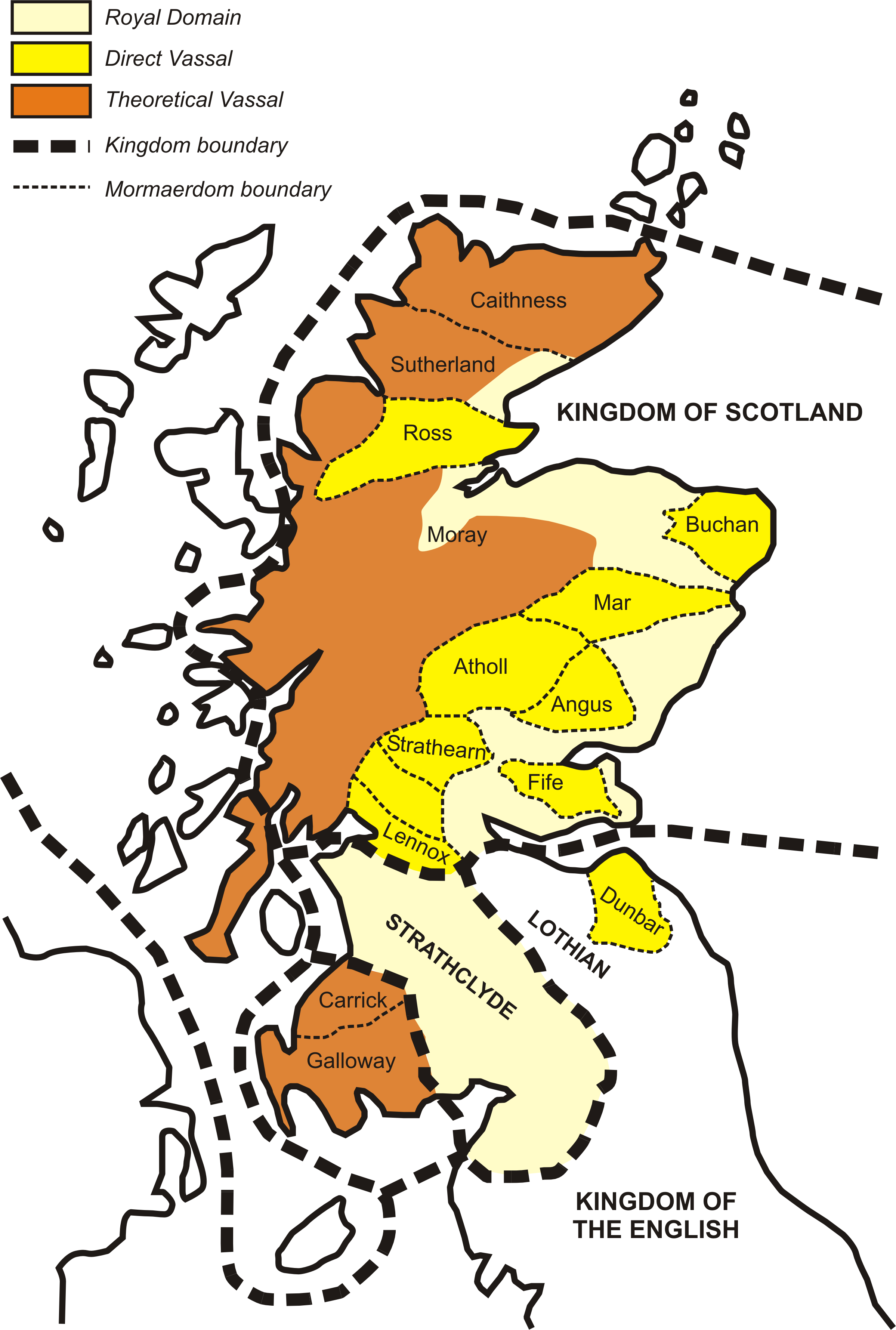
Seigneuries d'Écosse à la fin du règne de David Ier.

Carte des bourgs fondé avant la mort de David Ier d'Écosse. Il s'agit pour la plupart des premières villes du pays. Elgin est l'endroit où habitait Freskin.

Freskin serait né avant 1130, puisqu'il était avec le roi David Ier d'Écosse lorsque ce dernier est monté vers le nord dans la province de Moray, pour mettre fin à ce qui serait la dernière rébellion mise en scène par les adeptes de la Chambre des Alpin.
À cette époque, le nom de Moravia n'était pas encore fixé pour ses descendants : on voit apparaître dans les textes "Freskin Ollec", "Freskin fils d'Ollec", "Freskin de Moravia", et/ou "Freskin de Strathbrock". Les seigneurs flamand et normand ont traversé la mer du Nord et ont reçu des domaines écossais sur l'invitation des rois d'Écosse et cela dès le début du XIIe siècle.
Freskin et un de ses fils obtiennent de vastes terres dans Moray, se mariant avec l'ancienne lignée celtique des mormaer de la région de Moray.
Freskin possédait déjà un vaste domaine dans l'ouest du Lothian plus précisément à Strathbrock, région qui est maintenant appelée Uphall, située dans les Lowlands (basses terres) à 30 km de Glasgow et à 14 km d'Edimbourg.

### Bataille contre les descendants des rois celtes
Au début du XIIe siècle, la région de Moray est peuplée de Celtes ; cette région est une importante partie de la confédération picte. La province est gouvernée par le mormaer Oengus, « fils de la fille de Lulach Ier », qui succède à Macbeth, alors roi d'Écosse. Angus a une forte volonté d'indépendance et voit avec beaucoup de méfiance la volonté expansionniste de la nouvelle monarchie.
En 1130, le roi David Ier monte vers le nord dans la province de Moray, pour mettre fin à ce qui serait la dernière rébellion mise en scène par les adeptes de la Chambre des Alpin, qui étaient les derniers véritables descendants de la lignée des rois celtes. 
Selon les Chroniques d'Irlande, Angus est tué en 1130 avec 4 000 de ses hommes de Moray, lors d'un combat (en) que Jean de Fordun place à Stracathro dans le Forfarshire, par David Ier. David en profite ensuite pour incorporer à son royaume le Moray qui était jusque-là quasi indépendant. Les survivants sont rassemblés et pour éviter une répétition, sont expédiés dans les collines du Sutherland.
Un jeune aventurier du nom de Freskin a participé à la bataille. Après que la révolte est écrasée et que les tribus rebelles ont été détruites ou déportées, Freskin devient le seigneur d'un domaine très vaste en récompense de la victoire du roi. Il reçoit du roi David des terres dans la région de Moray.

### Construction de Duffus

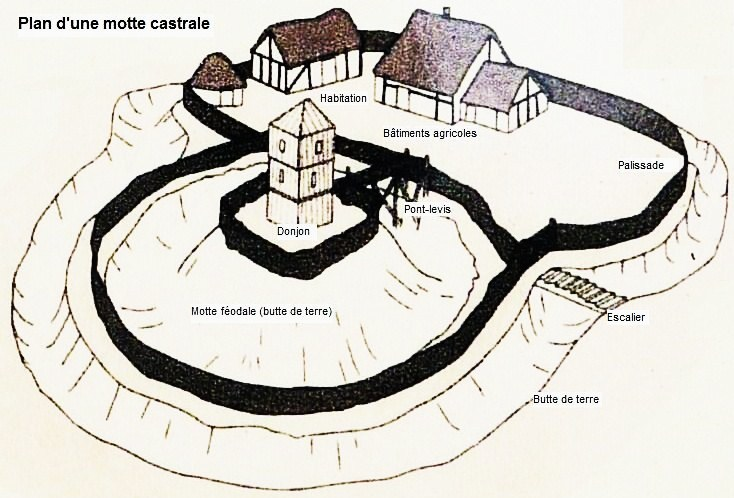
Plan d'une motte castrale.

Le nom de Duffus a subi diverses modifications dans sa prononciation et son orthographe au fil des ans, en 1290, « Dufhus », et en 1512, « Duffous ». Le nom est probablement une compilation de deux mots gaéliques, « dubh » et « uisg », qui signifie « eaux sombres » ou « eaux noires ».
Freskin choisit de construire un ouvrage défensif à un endroit qui s'appelle Duffus. Cet ouvrage de défense est basé sur le plan de la motte castrale. La construction est située dans la nord de la ville d'Elgin.  
En 1270, la forteresse passe dans les mains du seigneur Reginald de Cheyne, le jeune. Sur les bases de la construction défensive de Freskin, Reginald de Cheyne fera le château de Duffus.

## Famille

Blason du clan Murray (Moray).

Blason des Sutherland.

Freskin a eu deux fils, William et Hugh. Ses deux fils sont nommés dans les textes latins de l'époque "Willielmus filius Friskini" et "Hugo filius Friskini". Un des fils s'unit à la famille des anciens mormaers de Moray, et leur union fonde le clan Murray. L'autre fils de Freskin devient le fondateur du clan Sutherland (en).
Freskin serait mort avant 1166, car il est nommé dans une charte accordée à son fils William, charte qui a été réalisée entre 1166 et 1171 par le roi Guillaume le Lion et qui confirme les terres désignées comme ayant été organisées par Freskin. 
Il est probable que les restes de Freskin reposent près du château de Duffus, mais le site exact reste inconnu.